# Becky Dorsey
Becky Dorsey (1º agosto 1956) è un'ex sciatrice alpina statunitense.

## Biografia
Specialista delle prove tecniche originaria di Wenham, Becky Dorsey ottenne il primo risultato di rilievo in Coppa del Mondo il 23 febbraio 1975 sul tracciato di Naeba, giungendo 9ª in slalom gigante; tre anni dopo venne convocata per i Mondiali di Garmisch-Partenkirchen 1978, dove concluse 13ª nella medesima specialità, e il 7 marzo dello stesso anno sulle nevi di casa di Waterville Valley conquistò l'unico podio di carriera in Coppa del Mondo, giungendo al 2º posto sempre in slalom gigante alle spalle della svizzera Lise-Marie Morerod. Ottenne l'ultimo piazzamento della sua attività agonistica il 19 marzo 1979, quando fu 15ª nello slalom gigante di Coppa del Mondo disputato a Furano; non prese parte a rassegne olimpiche.

## Palmarès

### Coppa del Mondo
- Miglior piazzamento in classifica generale: 13ª nel 1878
- 1 podio (in slalom gigante):
  - 1 secondo posto

### Can-Am Cup
- Vincitrice della classifica di slalom gigante nel 1975[senza fonte]

### Campionati statunitensi
- 4 ori (slalom gigante nel 1975; slalom gigante nel 1977; slalom gigante, slalom speciale nel 1978)[1]